# Campeonato Venezuelano de Futebol de 2025 – Segunda Divisão
A Segunda Divisão do Campeonato Venezuelano de Futebol de 2025, oficialmente denominada Liga FUTVE 2 de 2025, corresponde à 45ª edição da Segunda División, competição equivalente à segunda categoria do futebol profissional na Venezuela.

## Regulamento

### Sistema de disputa
A Liga FUTVE 2 de 2025 manteve o mesmo sistema de disputa da edição anterior, ou seja, a temporada será disputada em dois torneios independentes, Torneio Apertura e Torneio Clausura, que por sua vez, são divididos em duas fases, uma fase de grupos (ou classificatória) e uma fase final. Na fase classificatória, 16 equipes são divididas em dois grupos de 8 times cada com base em sua localização geográfica, Grupo Ocidental e Grupo Oriental. As equipes se enfrentaram em partidas de ida e volta, totalizando 14 jogos. As quatro melhores colocadas de cada grupo avançaram para a fase seguinte. A fase final (também chamada de fase eliminatória ou fase de "mata-mata") é dividida em três etapas: quartas de final, semifinal e final. Todas as etapas são disputadas em jogos de ida e volta. O vencedor de cada torneio classifica-se para a Final Absoluta (final pelo título).

### Acesso à Liga FUTVE de 2026
As equipes campeãs dos torneios Apertura e Clausura se enfrentarão em uma Final Absoluta em jogos de ida e volta. O vencedor é declarado campeão nacional da segundona e obtém o acesso à Primeira Divisão na temporada de 2026. Caso uma mesma equipe conquiste ambos os torneios, será automaticamente declarada campeã e promovida à elite do futebol nacional.

## Participantes
| Clube                       | Cidade         | Estado     |
| --------------------------- | -------------- | ---------- |
| Academia Puerto Cabello "B" | Puerto Cabello | Carabobo   |
| Atlético El Vigía           | El Vigía       | Mérida     |
| Barquisimeto                | Barquisimeto   | Lara       |
| Héroes de Falcón            | Coro           | Falcón     |
| Real Frontera               | San Cristóbal  | Táchira    |
| Titanes                     | Guanare        | Portuguesa |
| Trujillanos                 | Valera         | Trujillo   |
| Ureña                       | Ureña          | Táchira    |

| Clube                 | Cidade         | Estado           |
| --------------------- | -------------- | ---------------- |
| Angostura             | Ciudad Bolívar | Bolívar          |
| Aragua                | Maracay        | Aragua           |
| Bolívar               | Ciudad Guayana | Bolívar          |
| Deportivo Miranda     | Caracas        | Distrito Capital |
| Dynamo Puerto         | Puerto La Cruz | Anzoátegui       |
| Marítimo de La Guaira | La Guaira      | Vargas           |
| Mineros de Guayana    | Ciudad Guayana | Bolívar          |
| Monagas "B"           | Maturín        | Monagas          |

## Torneo Apertura

### Fase de grupos
| Grupo Centro–Ocidental |                    |     |    |   |   |   |    |    |     |
| Pos                    | Clube              | Pts | J  | V | E | D | GP | GC | SG  |
| 1                      | Trujillanos        | 29  | 13 | 9 | 2 | 2 | 18 | 7  | 11  |
| 2                      | Titanes            | 23  | 13 | 6 | 5 | 2 | 20 | 12 | 8   |
| 3                      | Barquisimeto       | 20  | 13 | 6 | 2 | 5 | 19 | 15 | 4   |
| 4                      | El Vigía           | 18  | 13 | 5 | 3 | 5 | 17 | 12 | 5   |
| 5                      | Puerto Cabello "B" | 16  | 13 | 4 | 4 | 5 | 9  | 15 | −6  |
| 6                      | Real Frontera      | 15  | 13 | 4 | 3 | 6 | 16 | 18 | −2  |
| 7                      | Héroes de Falcón   | 12  | 13 | 3 | 3 | 7 | 10 | 18 | −8  |
| 8                      | Ureña              | 9   | 13 | 1 | 6 | 6 | 13 | 25 | −12 |

| Grupo Centro–Oriental |                       |     |    |   |   |   |    |    |     |
| Pos                   | Clube                 | Pts | J  | V | E | D | GP | GC | SG  |
| 1                     | Marítimo de La Guaira | 23  | 13 | 7 | 2 | 4 | 25 | 11 | 14  |
| 2                     | Aragua                | 22  | 13 | 5 | 7 | 1 | 14 | 7  | 7   |
| 3                     | Deportivo Miranda     | 22  | 13 | 5 | 7 | 1 | 15 | 10 | 5   |
| 4                     | Dynamo Puerto         | 22  | 13 | 6 | 4 | 3 | 13 | 10 | 3   |
| 5                     | Bolívar               | 18  | 13 | 4 | 6 | 3 | 16 | 16 | 0   |
| 6                     | Mineros de Guayana    | 13  | 13 | 3 | 4 | 6 | 10 | 15 | −5  |
| 7                     | Monagas "B"           | 10  | 13 | 3 | 1 | 9 | 11 | 25 | −14 |
| 8                     | Angostura             | 9   | 13 | 2 | 3 | 8 | 11 | 21 | −10 |

|  | 0Classificados para a fase final do Torneo Apertura |

| Fonte: Liga FUTVE (em castelhano) — Liga FUTVE (em castelhano) — Soccerway |

### Fase final
| Quartas de final |                          |          |                          |          |          |
| Chave            | Clube 1                  | Agregado | Clube 2                  | 1.º jogo | 2.º jogo |
| A                | 1º do Centro–Ocidental   | —        | 4º do Centro–Oriental    | —        | —        |
| B                | 2º do Centro–Ocidental   | —        | 3º do Centro–Oriental    | —        | —        |
| C                | 2º do Centro–Oriental    | —        | 3º do Centro–Ocidental   | —        | —        |
| D                | 1º do Centro–Oriental    | —        | 4º do Centro–Ocidental   | —        | —        |
| Semifinal        |                          |          |                          |          |          |
| Chave            | Clube 1                  | Agregado | Clube 2                  | 1.º jogo | 2.º jogo |
| 1                | Vencedor da Chave A ou C | —        | Vencedor da Chave A ou C | —        | —        |
| 2                | Vencedor da Chave B ou D | —        | Vencedor da Chave B ou D | —        | —        |
| Final            |                          |          |                          |          |          |
| Chave            | Clube 1                  | Agregado | Clube 2                  | 1.º jogo | 2.º jogo |
| 1                | Vencedor da Chave 1 ou 2 | —        | Vencedor da Chave 1 ou 2 | —        | —        |

## Torneo Clausura

### Fase de grupos
| Grupo Centro–Ocidental |                    |     |   |   |   |   |    |    |    |
| Pos                    | Clube              | Pts | J | V | E | D | GP | GC | SG |
| 1                      | Barquisimeto       | 0   | 0 | 0 | 0 | 0 | 0  | 0  | 0  |
| 2                      | El Vigía           | 0   | 0 | 0 | 0 | 0 | 0  | 0  | 0  |
| 3                      | Héroes de Falcón   | 0   | 0 | 0 | 0 | 0 | 0  | 0  | 0  |
| 4                      | Puerto Cabello "B" | 0   | 0 | 0 | 0 | 0 | 0  | 0  | 0  |
| 5                      | Real Frontera      | 0   | 0 | 0 | 0 | 0 | 0  | 0  | 0  |
| 6                      | Titanes            | 0   | 0 | 0 | 0 | 0 | 0  | 0  | 0  |
| 7                      | Trujillanos        | 0   | 0 | 0 | 0 | 0 | 0  | 0  | 0  |
| 8                      | Ureña              | 0   | 0 | 0 | 0 | 0 | 0  | 0  | 0  |

| Grupo Centro–Oriental |                       |     |   |   |   |   |    |    |    |
| Pos                   | Clube                 | Pts | J | V | E | D | GP | GC | SG |
| 1                     | Angostura             | 0   | 0 | 0 | 0 | 0 | 0  | 0  | 0  |
| 2                     | Aragua                | 0   | 0 | 0 | 0 | 0 | 0  | 0  | 0  |
| 3                     | Bolívar               | 0   | 0 | 0 | 0 | 0 | 0  | 0  | 0  |
| 4                     | Deportivo Miranda     | 0   | 0 | 0 | 0 | 0 | 0  | 0  | 0  |
| 5                     | Dynamo Puerto         | 0   | 0 | 0 | 0 | 0 | 0  | 0  | 0  |
| 6                     | Marítimo de La Guaira | 0   | 0 | 0 | 0 | 0 | 0  | 0  | 0  |
| 7                     | Mineros de Guayana    | 0   | 0 | 0 | 0 | 0 | 0  | 0  | 0  |
| 8                     | Monagas "B"           | 0   | 0 | 0 | 0 | 0 | 0  | 0  | 0  |

|  | 0Classificados para a fase final do Torneo Clausura |

| Fonte: Liga FUTVE (em castelhano) — Liga FUTVE (em castelhano) — Soccerway |

### Fase final
| Quartas de final |                          |          |                          |          |          |
| Chave            | Clube 1                  | Agregado | Clube 2                  | 1.º jogo | 2.º jogo |
| A                | 1º do Centro–Ocidental   | —        | 4º do Centro–Oriental    | —        | —        |
| B                | 2º do Centro–Ocidental   | —        | 3º do Centro–Oriental    | —        | —        |
| C                | 2º do Centro–Oriental    | —        | 3º do Centro–Ocidental   | —        | —        |
| D                | 1º do Centro–Oriental    | —        | 4º do Centro–Ocidental   | —        | —        |
| Semifinal        |                          |          |                          |          |          |
| Chave            | Clube 1                  | Agregado | Clube 2                  | 1.º jogo | 2.º jogo |
| 1                | Vencedor da Chave A ou C | —        | Vencedor da Chave A ou C | —        | —        |
| 2                | Vencedor da Chave B ou D | —        | Vencedor da Chave B ou D | —        | —        |
| Final            |                          |          |                          |          |          |
| Chave            | Clube 1                  | Agregado | Clube 2                  | 1.º jogo | 2.º jogo |
| 1                | Vencedor da Chave 1 ou 2 | —        | Vencedor da Chave 1 ou 2 | —        | —        |

## Final Absoluta
|  | Campeão do Apertura/Clausura | v | Campeão do Clausura/Apertura |  |  |
|  |                              |   |                              |  |  |

|  | Campeão do Clausura/Apertura | v | Campeão do Clausura/Apertura |  |  |
|  |                              |   |                              |  |  |

## Premiação
| LIGA FUTVE 2 de 2025 Segunda Divisão do Campeonato Venezuelano de Futebol |
| ------------------------------------------------------------------------- |
| A definir Campeão (?° título da segunda divisão)                          |